# Kim Dong-hwan
Kim Dong-hwan (kor. 김동환; ur. 1 kwietnia 1993) – południowokoreański zapaśnik walczący w stylu wolnym. Zajął 25. miejsce na mistrzostwach świata w 2023. Brązowy medalista mistrzostw Azji w 2019. Wicemistrz Azji juniorów w 2011 roku.